# جوائز يوتيوب
حفل توزيع جوائز يوتيوب هو حفل سنوي يقيم لتكريم أفضل مقاطع الفيديو التي ف اليوتيوب التي حازت على أعلى مشاهدة واعلى اعجاب وهو اعتراف رسمي من قبل اليوتيوب. نظم الحفل لأول مرة في عام 2007 .يتم تقسيم الجوائز حسب الفئة حيث كل فئة يوجد جائزة واحدة.